# Batalha de Pusan

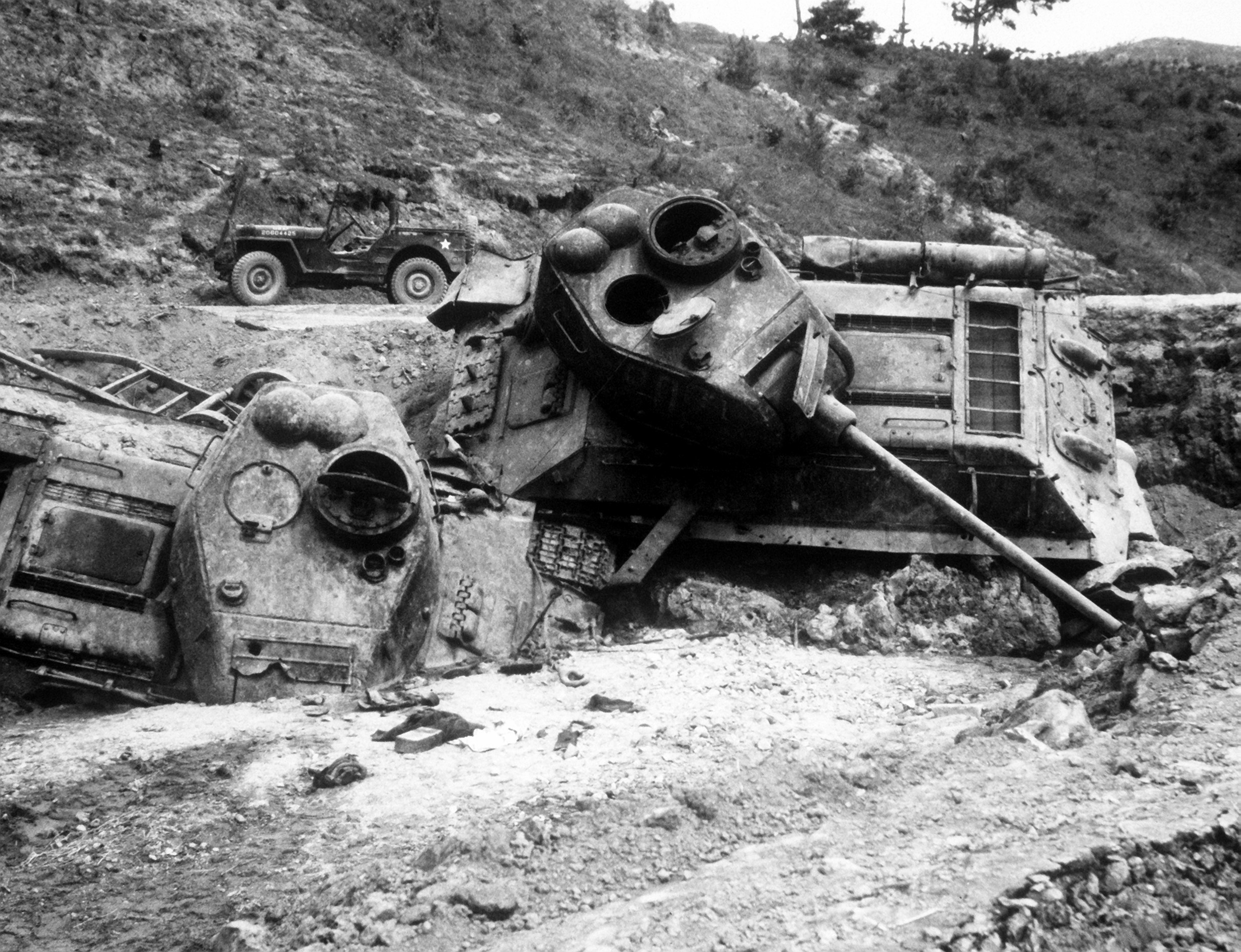
Tanques T-34 norte coreanos destruidos por aviões americanos, próximo a Waegwan, Coreia do Sul.

A Batalha do perímetro de Pusan foi um grande confronto militar travado entre forças das Nações Unidas e da Coreia do Norte que aconteceu de 4 de agosto a 18 de setembro de 1950. Esta foi uma das primeiras grandes batalhas da Guerra da Coreia. A ONU reuniu um exército de 140 000 homens para defender a cidade de Pusan. Os Aliados haviam perdido alguns embates no conflito e estavam em retirada desde o início da guerra. A defesa deste perímetro daria tempo para que os americanos levassem mais tropas e armamentos para a frente de batalha. A força de invasão norte-coreana atacou as linhas aliadas com 98 000 soldados e unidades mecanizadas fortemente armadas com equipamentos russos.
Naquela altura da guerra a vantagem era da Coreia do Norte que, até o momento, conseguiu infligir várias derrotas as forças da ONU, que recuaram até o "perímetro de Pusan", uma linha de defesa de 230 km ao sudeste da Península da Coreia, onde o vital porto de Pusan estava, uma das poucas regiões que ainda estavam completamente em mãos dos Aliados. A força da ONU consistiam principalmente de soldados do exército sul-coreano (ROK), dos Estados Unidos e do Reino Unido, que defenderiam o último grande perímetro defensivo na Coreia do Sul. O ataque das forças comunistas se estendeu de agosto até setembro e no fim, as tropas norte-coreanas não conseguiram romper as linhas aliadas. Por seis semanas, militares da Coreia do Norte também lançaram ataques contra as cidades de Taegu, Masan e P'ohang mas não tiveram sucesso. As tropas das Nações Unidas também resistiram nas margens do rio Naktong, onde uma feroz batalha foi travada. Depois de duas investidas finais, em setembro já estava claro que a linha não ia ceder.
Após seis semanas de batalha, as forças da Coreia do Norte, sofrendo com falta de suprimentos e a perda de grande parte do seu exército, tentou resistir ao contra-ataque das tropas da ONU. Com as unidades inimigas afastadas, o porto de Pusan continuou trabalhando a plena capacidade, recebendo tropas e suprimentos em grandes quantidades. Além disso, a superioridade naval e, principalmente, aérea dos aliados também serviu para aumentar a pressão sobre os soldados do norte. Depois de quase dois meses de luta, os norte-coreanos bateram em retirada. As forças das Nações Unidas usaram a nova vantagem logística para lançar uma ofensiva em Inchon em 15 de setembro. A linha da frente em Pusan representa o máximo do avanço das forças do norte. Meses depois a guerra chegou a um impasse.